# Enrique García Robles
El General Enrique García Robles fue un militar mexicano que participó en la Revolución mexicana. A principios de 1911 ofreció sus servicios a las fuerzas maderistas del Gral. tlaxcalteca Gabriel Hernández, que habían tomado Pachuca; sin perder su carácter de civil participó en la guarnición de dicha plaza. Cuando Victoriano Huerta usurpó el poder, se levantó en armas bajo el mando del General Felipe González Salas. Después de participar en varios combates en el estado de Hidalgo se le encomendó en la Ciudad de México ir en busca de armas y parque; si bien logró su cometido, fue herido de gravedad por la policía de la capital, lo cual lo obligó a permanecer convaleciente por varios meses, al cabo de los cuales se unió a las fuerzas del Gral. Álvaro Obregón. Fue inspector de Policía en Veracruz. 